# 休塔迪利亚
休塔迪利亚，是西班牙加泰罗尼亚莱里达省的一个市镇。 总面积17平方公里，总人口226人（2008年），人口密度13.3人/平方公里。当地经济以农业为主。